# Culture Chupícuaro
La culture Chupícuaro, qui tire son nom du village du même nom à la confluence de la rivière Lerma avec son affluent le Tigre ou Coroneo près d'Acámbaro dans l'État de Guanajuato au Mexique, est une culture mésoaméricaine de la période préclassique qui se perpétue jusqu'au début du classique. Elle est approximativement datée entre 400 av. J.-C. et 200 apr. J.-C. ou 500 av. J.-C. et 300 apr. J.-C., bien que certains scientifiques suggèrent une origine plus ancienne, remontant à 800 av. J.-C.
Bien qu'on l'inclue souvent dans les cultures de l'Ouest mexicain, Chupícuaro est à la fois proche du bassin de Mexico et de la limite nord de la Mésoamérique. Nous ne possédons que des informations fragmentaires sur le site éponyme, qui se composait de plusieurs cimetières. La plus grande partie a été engloutie par les eaux, lors de la construction d'un barrage, la Presa Solis, dans les années 1940. Des fouilles de sauvetage effectuées par l'INAH ont eu lieu avant la mise sous eau. Les fouilles menées à partir de 1998 dans le cadre du projet Chupicuaro, qui associe le CEMCA, le CNRS et l'INAH, ont contribué à mieux cerner la culture Chupicuaro.

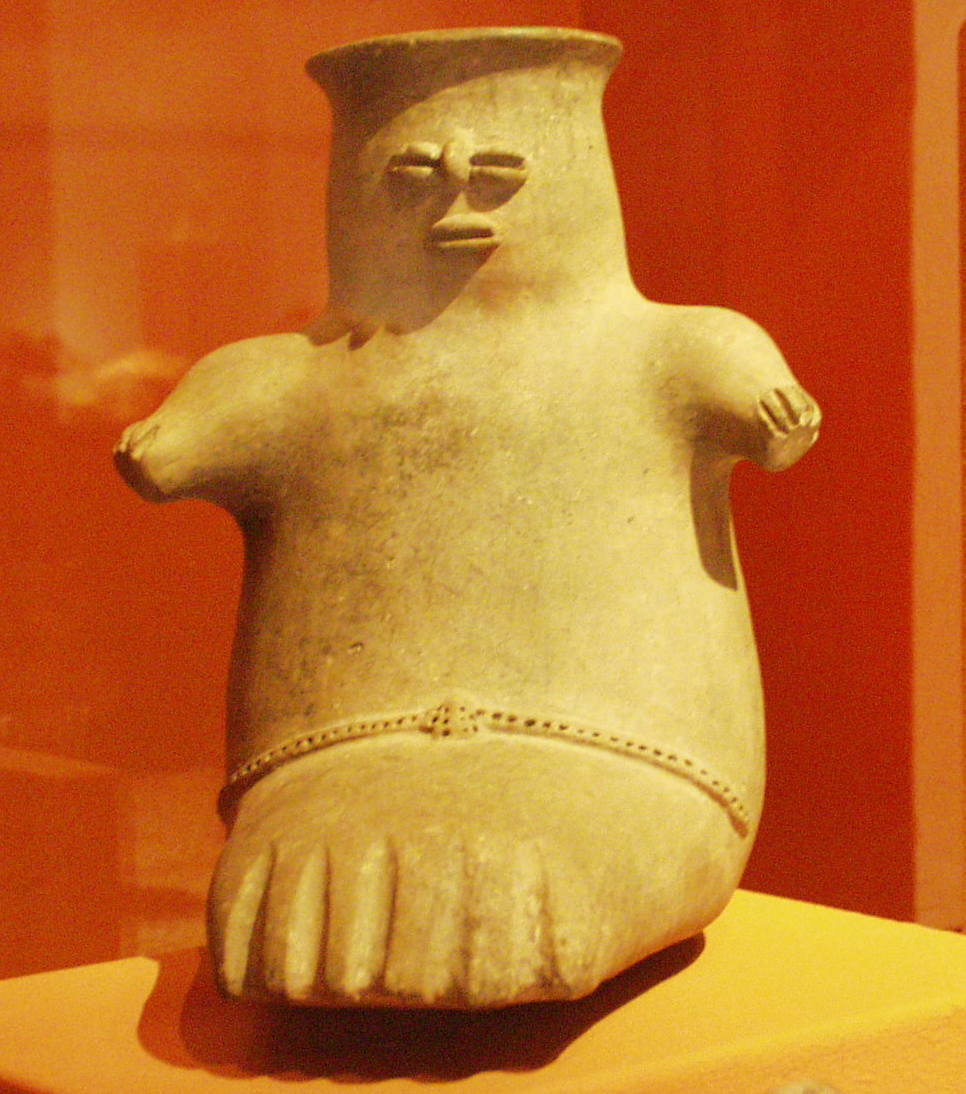
Figurine de style Chupicaro Michoacan.

## Étymologie
Le nom Chupícuaro dérive du mot "chupicua" en langue purépecha, nom de la plante "Ipomoea", utilisée pour sa teinte bleue, et le terme "ro" lieu, ce qui peut être traduit par "lieu bleu". 

## Culture Chupícuaro
Le site éponyme est situé sur les rives du Rio Lerma, entre les villes actuelles d’Acambaro et de Tarandacuao dans l'État de Guanajuato, au Mexique. On sait peu de chose sur son l'histoire, et ce n'est qu'en 1946, en raison de la construction d’un barrage, que les premières explorations ont été effectuées, aboutissant à la découverte d’objets en poterie et de tombeaux. Ce lieu est actuellement sous les eaux du barrage, bien qu'il existe dans les environs des zones encore en cours de fouille. 
Des groupes se sont installés dans un grand village comprenant des huttes construites sur des plateformes recouvertes de boue et de pierre. Ils cultivaient le maïs, les haricots et les courges, sur les rives du Rio Lerma et de ses affluents. La présence de metates et de mortiers indique l'on cultivait le maïs. On cultivait sans doute aussi le piment et les tomates sauvages. 
Cette agriculture de subsistance était complétée par la chasse et la pêche.
Apparemment, la culture Chupícuaro s’est développée sur un vaste territoire, ou bien a été défini comme style ou tradition Chupícuaro dans les territoires suivant, Guanajuato, Michoacán, Guerrero, l'État de Mexico, Hidalgo, Colima, Nayarit, Querétaro et Zacatecas. On estime que la culture Chupícuaro a facilité l'expansion vers le nord d’éléments méso-américains (racines culturelles de l'ouest et peut-être du Nord-Ouest du Mexique, comparables à la culture olmèque à travers toute la Méso-Amérique .
Chupícuaro a connu un développement culturel important et son style s’est répandu dans des zones éloignées du centre de diffusion et a influencé les traditions de la céramique, jusqu'à la fin de la période classique, et même dans la période Postclassique, comme on le voit pour la céramique tarasque de Michoacán.
À la fin de 1985, à la première réunion des sociétés préhispaniques, concernant la culture Chupícuaro il a été noté, que les groupes traditionnels de fabrication de céramique de Chupícuaro, devraient être considérés comme faisant partie des sociétés stratifiées de Mésoamérique, avec une structure politique et territoriale définie et non comme des sociétés villageoises isolées, dépourvues de centres cérémoniels et d'architecture. À partir de ce premier mouvement, se sont développés des groupes sociaux présentant leurs propres expressions culturelles, au niveau régional dans le contexte méso-américain.

## Sépultures
Les habitants de Chupícuaro pratiquaient un culte des morts caractérisé par des tombes où ils plaçaient des crânes comme trophées, des pointes de flèches d'obsidienne, des metates, des figurines, des boucles d’oreilles, des ornements de coquillages, des colliers et des perles, des objets d'os et des instruments de musique, trouvés lors des fouilles de sauvetage. 
On a retrouvé les restes de quelque 390 individus, ainsi que ceux d'une cinquantaine de chiens. Cette pratique a été mise en parallèle avec la croyance, commune chez les Mayas et les Aztèques, que le chien guidait son maître après sa mort lors de son passage dans l'au-delà. Parmi les offrandes diverses accompagnant les inhumations figurent des figurines et des vases en céramique.
Les nombreuses sépultures et offrandes fournissent des connaissances sur mode de vie des habitants de l’ancienne Chupícuaro, on en déduit qu'il s’agissait de fermiers qui vivaient dans des huttes construites avec des matériaux périssables formant un gros village rural étendu, bâti sur des plates-formes basses avec des sols argileux, parfois regroupés, sur lequel leurs maisons étaient construites. Ils récoltaient le maïs, les haricots et le potiron.

## Céramiques

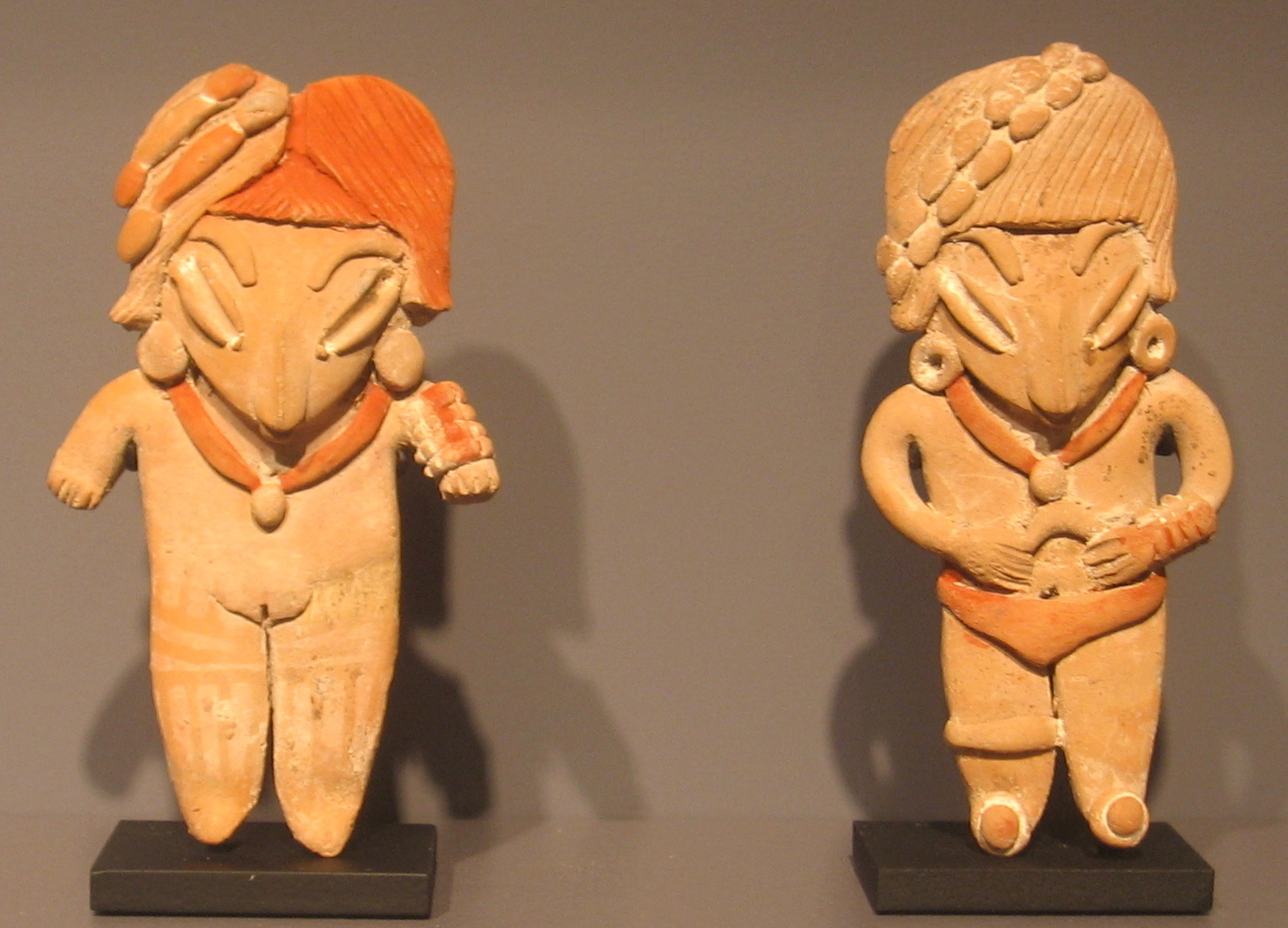
Statuettes Chupícuaro de type H4.

La culture Chupicuaro est réputée pour la qualité de ses céramiques. Parmi les vases finement polis on distingue plusieurs types : céramique noire, brune, bichrome ou polychrome à trois couleurs (rouge, beige et noir ou brun), dont les décors sont formés de motifs géométriques en pyramide ou en zigzag.. Ils présentent souvent une effigie humaine ou animale. Les figurines, très caractéristiques, sont elles aussi divisées en plusieurs types. Les figurines de type « choker » (« étrangleur » en anglais) ont une tête rectangulaire et portent une espèce de collier auquel elles doivent leur nom. Un deuxième type, appelé H4 par les archéologues, est constitué de figurines aux yeux  obliques et à la coiffure très élaborée.Les traits et les ornements sont obtenus par l'application de pastilles. Les figurines représentent généralement des femmes nues ou des maternités. Il existe un dernier type de figurines creuses, qui s'apparentent à la céramique polychrome, tant par leur poli que par leur décoration géométrique et la gamme de leurs couleurs. Leur hauteur varie entre 30 et 40 cm environ. 

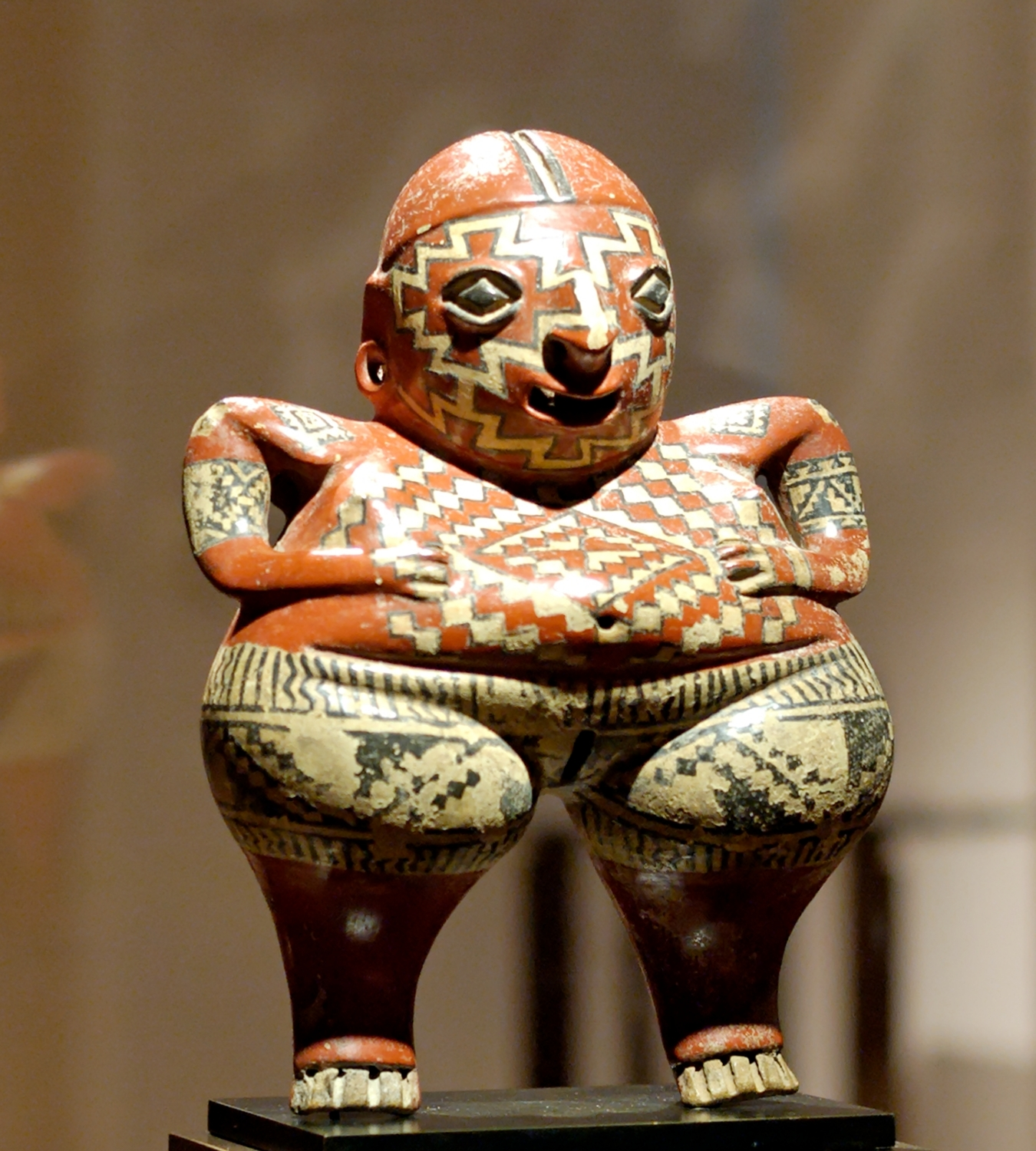
Statuette Chupícuaro polychrome. H. 31 cm. Musée du Quai Branly

Il s'agit de représentations féminines sur pied. On connaît toutefois quelques exemplaires masculins. Les cuisses sont parfois stéatopyges, le ventre est proéminent et les seins sont traités discrètement quand ils ne disparaissent pas. Le sexe est toujours représenté. Les mains reposent sur le ventre. Elles ne portent pas d'ornements corporels mais quelques-unes des figurines ont les lobes des oreilles percés. Dans certains cas une sorte de bonnet semble allonger la tête. À partir de l'étude des styles de céramique, on reconstitue les vêtements utilisés, ils peignaient leurs visages et leur corps, portaient des sandales, des colliers et des boucles d'oreilles. Les femmes portaient des coiffures élaborées.
D'après des découvertes archéologiques récentes, ces statuettes pourraient avoir été associées à des sépultures d'enfants.

## Chronologie
Dans le cadre du projet Chupicuaro, la séquence stratigraphique des sites fouillés a permis de préciser la chronologie de la culture Chupicuaro. On distingue une phase Chupicuaro ancien (- 600 à -400), caractérisée par une céramique polychrome à peinture brune et des figurines de type Choker, d'une phase Chupicuaro récent (-400 à -100), caractérisée par une céramique polychrome à peinture noire et des figurines de type H4. Après un hiatus de -100 à 0, il existe une dernière phase appelée Mixtlán de 0 à 250 ap. J.-C.